# Werner Premauer

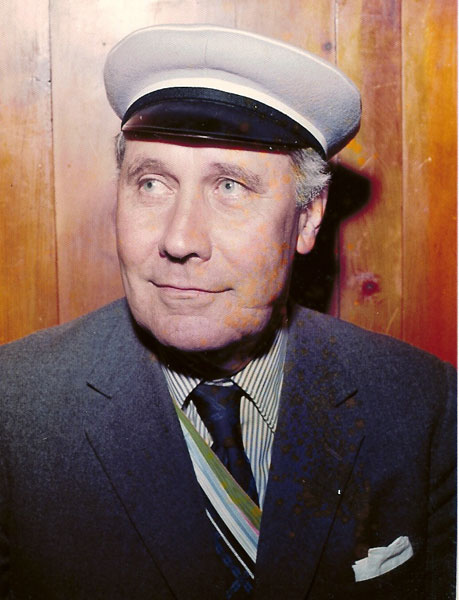
Premauer als Alter Herr in den Farben seiner Studentenverbindungen Corps Franconia Würzburg und Corps Athesia Innsbruck.

Werner Premauer (* 27. Juli 1912 in Berlin; † 6. November 1996 in Miesbach) war Aufsichtsratsvorsitzender der Bayerischen Vereinsbank, heute Bayerische Hypo- und Vereinsbank AG.
Nach seinem Studium der Rechtswissenschaft in Würzburg 1930 bis 1933 und Innsbruck 1933 bis 1935 wurde er zunächst Rechtsanwalt in Nürnberg. Nach seinem Eintritt bei der Bayerischen Vereinsbank 1939 avancierte er 1951 zum Direktor derselben in Nürnberg.
1959 wurde er Vorstandsmitglied in München und Präsident der Industrie- und Handelskammer für München und Oberbayern.
An der Fusion der Vereinsbank mit der Bayerischen Staatsbank AG war er ebenso führend involviert wie an der Beteiligung der Vereinsbank an der Central European International Bank AG Budapest 1979. 1976 wurde er zum Aufsichtsratsvorsitzenden gewählt.

## Ehrungen
- 1972: Großes Verdienstkreuz der Bundesrepublik Deutschland
- Premauer erhielt 1980 die Ehrensenatorenwürde der Universität Innsbruck und 1982 die der Universität Würzburg.